# Liga Nacional de Fútbol de Puerto Rico
La Liga Nacional de Fútbol de Puerto Rico fou una competició de Puerto Rico de futbol.
Va ser creada l'any 2008 com un campionat de segona divisió de la Puerto Rico Soccer League, que el 2009 es convertí en una lliga independent. La temporada 2016 el campionat es cancel·là. En el seu lloc, la Copa Luis Villarejo serví com a classificadora per al Campionat de la CFU.

## Historial
Font:
| Temporada | Campió                     | Resultat       | Finalista              |
| --------- | -------------------------- | -------------- | ---------------------- |
| 2008      | San Juan Sharks (1)        | 4–1            | Maunabo Leones FC      |
| 2009      | Maunabo Leones FC (1)      | 2–1            | Bayamón FC             |
| 2010      | Maunabo Leones FC (2)      | 2–0            | Bayamón FC             |
| 2011      | Bayamón FC (1)             | lliga          | Sevilla FC Puerto Rico |
| 2012      | Bayamón FC (2)             | lliga          | Sevilla FC Puerto Rico |
| 2013      | Sevilla FC Puerto Rico (1) | 6–0            | Bayamón FC             |
| 2014      | Yabuco Sual FC (1)         | 2–2 (8–7 pen.) | Guayama FC             |
| 2015      | Criollos de Caguas FC (1)  | 4–2            | Guayama FC             |

## Equips temporada 2016
- Bayamón FC
- Criollos de Caguas FC
- FC Leones
- Guayama FC
- Tornados de Humacao
- Yabuco FC
- Academia Quintana
- Spartans FC
- Metropolitan FA
- Mirabelli SA
- Puerto Rico United
- Puerto Rico Giant
- Isabela Soccer Club
- Leones de Maunabo

## Antics equips
- Aguilas Añasco (2010)
- Atlético Parque FC (2010)
- Club Deportivo Gallitos (2009–10)
- Club Yagüez (2009–10)
- Conquistadores de Guaynabo (2011)
- Gigantes de Carolina FC (2010)
- Guayanilla Pumas (2009–11)
- High Performance FC (2009–10)
- Real Atlantico (2011)
- Roberto Cofresí (2010–11)
- San Juan United (2009)
- Spartans FC Puerto Rico (2009)
- Sport for Nations (2010)
- Yabucoa Borikén (2009–10)